# Pakistanische Cricket-Nationalmannschaft in England in der Saison 1992
Die Tour des pakistanischen Cricket-Nationalmannschaft nach England in der Saison 1992 fand vom 20. Mai bis zum 9. August 1992 statt. Die internationale Cricket-Tour war Teil der internationalen Cricket-Saison 1992 und umfasste fünf Test Matches und fünf ODIs. Pakistan gewann die Test-Serie 2–1, während England die ODI-Serie 4–1 gewann.

## Vorgeschichte
Für beide Mannschaften war es die erste Tour der Saison. Beide Mannschaften trafen sich vorher zweimal bei dem Cricket World Cup in Australien und Neuseeland. Das letzte Aufeinandertreffen bei einer Tour fand in der Saison 1987/88 in Pakistan statt.

## Stadien
Für die Tour wurden folgende Stadien als Austragungsorte vorgesehen.
| Stadion                     | Stadt      | Kapazität | Spiele                   |
| --------------------------- | ---------- | --------- | ------------------------ |
| Edgbaston Cricket Ground    | Birmingham | 24.803    | 1. Test                  |
| Headingley Stadium          | Leeds      | 17.000    | 4. Test                  |
| Lord’s Cricket Ground       | London     | 30.000    | 1. ODI, 4. ODI & 2. Test |
| The Oval                    | London     | 23.500    | 2. ODI & 5. Test         |
| Old Trafford Cricket Ground | Manchester | 19.000    | 5. ODI & 3. Test         |
| Trent Bridge                | Nottingham | 15.350    | 3. ODI                   |

## Test Matches

### Erster Test in Birmingham
| 4. – 8. Juni Scorecard | Birmingham | Pakistan 446-4d (137) | – | England 459-7d (119) |
|                        |            | Remis                 |   |                      |

### Zweiter Test in London
| 18. – 21. Juni Scorecard | London (Lord’s) | England 225 (76.1) & 175 (52.4) | – | Pakistan 293 (98.5) & 141-8 (45.1) |
|                          |                 | Pakistan gewinnt mit 2 Wickets  |   |                                    |

### Dritter Test in Manchester
| 2. – 7. Juli Scorecard | Manchester | Pakistan 505-9d (126) & 239-5d (77) | – | England 390 (100.4) |
|                        |            | Remis                               |   |                     |

### Vierter Test in Leeds
| 23. – 26. Juli Scorecard | Leeds | Pakistan 197 (79.3) & 221 (69) | – | England 320 (113.5) & 99-4 (41.4) |
|                          |       | England gewinnt mit 6 Wickets  |   |                                   |

### Fünfter Test in London
| 6. – 9. August Scorecard | London (The Oval) | England 207 (78.1) & 174 (72)   | – | Pakistan 380 (127.5) & 5-0 (0.1) |
|                          |                   | Pakistan gewinnt mit 10 Wickets |   |                                  |

## One-Day Internationals

### Erstes ODI in London
| 20. Mai Scorecard | London (Lord’s) | England 278-6 (55)          | – | Pakistan 199 (54.2) |
|                   |                 | England gewinnt mit 79 Runs |   |                     |

### Zweites ODI in London
| 22. Mai Scorecard | London (The Oval) | England 302-5 (55)          | – | Pakistan 263 (50.5) |
|                   |                   | England gewinnt mit 39 Runs |   |                     |

### Drittes ODI in Nottingham
| 20. August Scorecard | Nottingham | England 363-7 (55)           | – | Pakistan 165 (46.1) |
|                      |            | England gewinnt mit 198 Runs |   |                     |

### Viertes ODI in London
| 22. August Scorecard | London (Lord’s) | Pakistan 204-5 (50)         | – | England 201 (49.2) |
|                      |                 | Pakistan gewinnt mit 3 Runs |   |                    |

### Fünftes ODI in Manchester
| 24. August Scorecard | Manchester | Pakistan 254-5 (55)           | – | England 255-4 (43.4) |
|                      |            | England gewinnt mit 6 Wickets |   |                      |